# Хундзеху
Хундзеху (на китайски: 洪澤湖; на пинин: Hóngzé Hú) е сладководно отточно езеро в Източен Китай, в провинция Дзянсу. Площта му е 1597 km² (в периода на лятното пълноводие достига до 3180 km²), обемът – 11,1 km³, максималната дълбочина – 3 – 4 m.
Езерото Хундзеху е разположено в източната част на Равнината на река Хуайхъ (южната част на Голямата китайска равнина) на 10 m н.в., северно от най-долното течение на река Яндзъ. Езерото е изкуствено създадено през периода 1403 – 1424 г., когато са изградени дигите на Големия китайски канал, преградили пътя на водите на река Хуайхъ, вливащи се дотогава в Жълто море. Езерото има много сложна конфигурация, с големи заливи на запад, север и югоизток. В него се вливат три големи – Хуайхъ (от юг), Синбянхъ (от запад) и Анхъ (от север), и множество по-малки реки. Почти навсякъде (с изключение на северния залив) бреговете на езерото са обградени с високи преградни диги. През зимата нивото на Хундзеху се понижава, а площта и обемът му силно намаляват. Оттича се чрез два изкуствено прокопани канала: на югоизток чрез канала река Санхъ в езерото Гаоюху (Гаобаоху) и оттам в Яндзъ и на изток чрез канала река Ерхъ в Големия китайски канал и в Жълто море. Бреговете му са слабо населени поради обширните пространства, заети от блата и оризови полета. Развива се местният риболов.